# Giovanni Francesco Sagredo
Ne doit pas être confondu avec Giovanni Sagredo.
Giovanni Francesco Sagredo, né le 15 juin 1571 et mort le 5 mars 1620, est un mathématicien vénitien, proche ami de Galilée. Sagredo était également un ami et correspondant de William Gilbert.

## Biographie
« Il y a plusieurs années, je me retrouvais souvent dans la merveilleuse ville de Venise, où j'y avais des discussions avec Giovanni Francesco Sagredo, un homme noble à l'esprit vif »

— Galilée, Dialogue sur les deux grands systèmes du monde.
Sagredo a ajouté une échelle au thermoscope de Galilée afin de permettre la mesure quantitative de la température et a contribué à l'amélioration des thermomètres. Sagredo a également abordé avec Galilée l'idée de créer une lunette astronomique constituée de miroirs (dispositif connu plus tard sous le nom de télescope). Galilée a souligné la mémoire de Sagredo après la mort de ce dernier en faisant de lui l'un des personnages de son livre Dialogue sur les deux grands systèmes du monde.